# Krikor Bedros VIII Derasdwadzadurian
Krikor Bedros VIII Derasdwadzadurian (orm.:Գրիգոր Պետրոս Ը. Տէր Աստուածատուրեան) (ur. ?  zm. 9 stycznia 1866) – ormiański duchowny katolicki, 8. patriarcha Kościoła katolickiego obrządku ormiańskiego w latach 1844–1866
17 lipca 1843 został wybrany patriarchą Kościoła ormiańskokatolickiego. 25 stycznia 1844 został uznany przez papieża. Funkcję patriarchy pełnił do swojej śmierci w 1866 roku.